# Неђо Шука
Неђо Шука (Соколац, 13. август 1987) је босанскохерцеговачки фудбалер који тренутно наступа за Модричу. Висок је 182 центиметра и игра на позицији нападача, а боље се сналази десном ногом.
Матични клуб овог играча је Гласинац из његовог родног места, а најдубљи траг оставио је играјући за Сутјеску из Фоче, где је наступао у више наврата.

## Каријера
Неђо Шука поникао је у редовима Гласинца у родном Сокоцу, а касније је наступао и за Романију са Пала. Афирмацију је стикао играјући за Сутјеску из Фоче, чији је члан био све до 2013, изузев краћих периода са Рударом из Приједора и Младошћу из Велике Обарске. Током јесењег дела сезоне 2013/14, Шука је забележио 5 голова на 12 утакмица у првој лиги Републике Српске. Почетом следеће године напустио је клуб и прешао у Доњи Срем. Прошавши пробни период, потписао је двогодишњи уговор са овим клубом. У Суперлиги Србије дебитовао је 17. априла 2014. године у утакмици против Чукаричког. Након тога је наступао за Козару, а одмах потом и за Дрину ХЕ из Вишеграда. За овај клуб постигао је 8 голова на 11 наступа, од чега 4 на утакмици против Крупе. Са 11 голова поделио је место првог стрелца Првој лиги Републике Српске за сезону 2014/15. Током наредне сезоне наступао је за Горажде и Борац Шамац, да би се лета 2016. вратио у Сутјеску. Иако је претходно појачао матични Гласинац, Шука је сезону 2017/18. започео као члан Модриче у другој лиги Републике Српске.

## Трофеји
- Најбољи стрелац Прве лиге Републике Српске за сезону 2014/15. са 11 голова (признање поделио са Иваном Нинићем који је постигао једнак број погодака)[13]